# Friedrich von Derfflinger

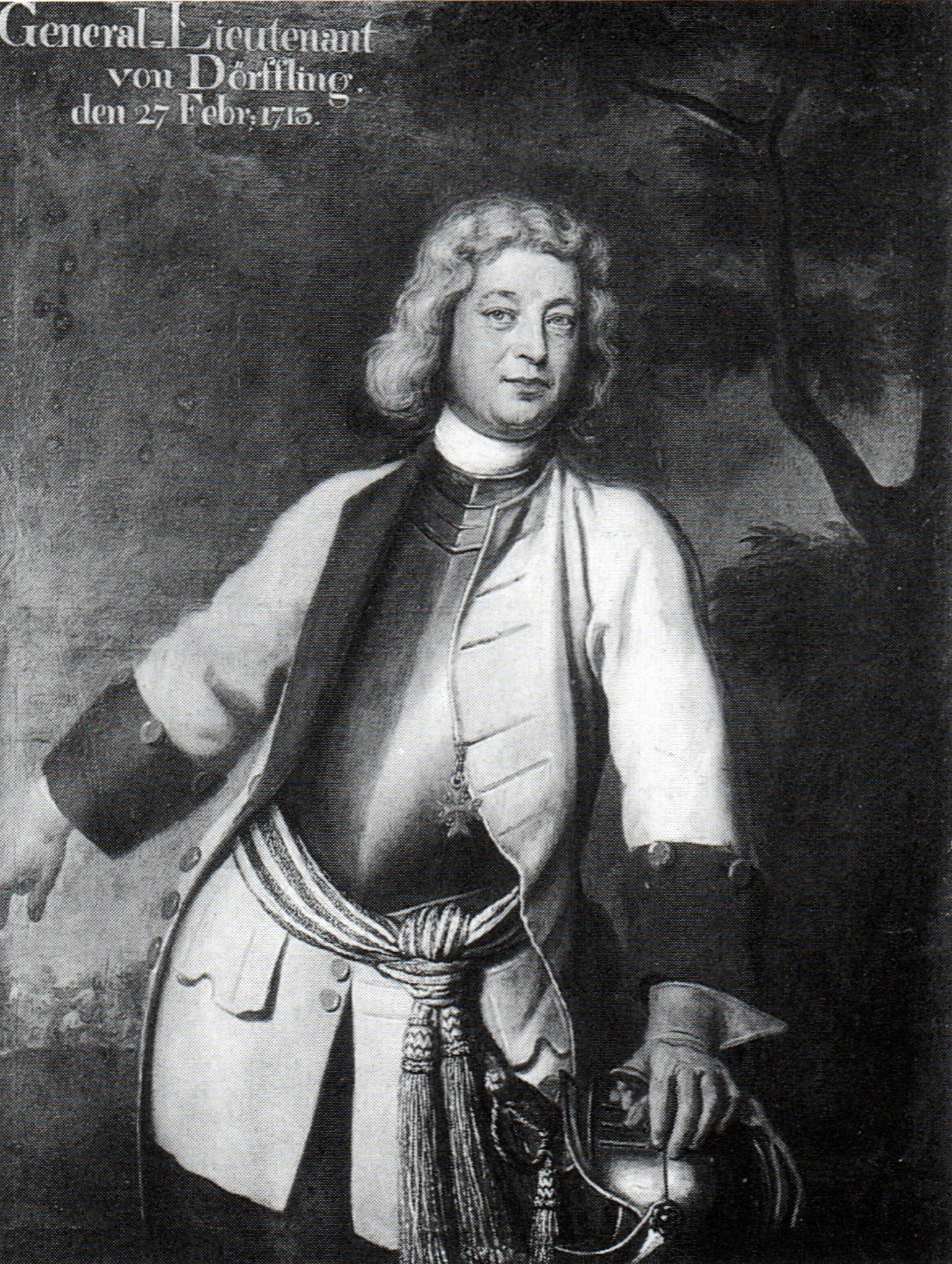
Friedrich von Derfflinger als Generalleutnant

Friedrich von Derfflinger (* 1. April 1663 auf Gusow; † 29. Januar 1724 ebenda) war ein preußischer Generalleutnant. Er gehörte zum Beraterkreis Friedrich Wilhelms I., des „Soldatenkönigs“. 

## Leben

### Herkunft
Friedrich war der Sohn des kurbrandenburgischen Generalfeldmarschalls Georg von Derfflinger und dessen zweiter Ehefrau Barbara Rosina von Beeren aus dem Hause Kleinbeeren.

### Militärkarriere
Derfflinger wurde zunächst durch Hauslehrer erzogen, studierte dann ab 1676 mit seinem älteren Bruder Karl, der 1686 als Freiwilliger der kurbrandenburgischen Truppen bei der Belagerung von Ofen fiel, in Frankfurt an der Oder und in Tübingen. Friedrich reiste danach durch Frankreich, Holland, England und Italien. In Malta trat er in venezianische Dienste und brachte es unter Feldmarschall Otto Wilhelm von Königsmarck im Großen Türkenkrieg zum Oberstleutnant. Nach seiner Rückkehr übernahm ihn am 24. Oktober 1688 das kurbrandenburgische Infanterieregiment Markgraf Philipp im selben Rang. Nach der Eroberung von Bonn wurde Derfflinger am 15. September 1689 Oberst, jedoch verließ er 1691 auf Drängen seines hilfsbedürftigen Vaters noch vor dem Ende des Pfälzischen Erbfolgekriegs die Armee. 
Nach dem Tod des Vaters kehrte Derfflinger 1695 zur Armee zurück und wurde am 4. Januar 1696 mit den Gütern seines Vaters, Gusow, Platkow, Hermersdorf und Klessin belehnt. Am 10. Dezember 1704 ernannte König Friedrich I. ihn zum Generalmajor und Chef des neu errichteten Dragonerregiments Derfflinger und dekorierte ihn mit dem Orden De la Générosité. 
Kronprinz Friedrich Wilhelm zog den gebildeten und wirtschaftlich erfolgreichen Offizier in seine Nähe. Derfflinger gehörte zu den nur drei Begleitern, mit denen er sich unmittelbar nach seiner Thronbesteigung am 27. Februar 1713 in programmatischer Absicht nach Schloss Wusterhausen zurückzog. Ihn hatte der König noch am selben Tag zum Generalleutnant befördert. Derfflinger, der in der Folgezeit „beständig um ihn war“, wurde zu einem seiner Ratgeber, wobei er detailliert die Idee des Kantonsystems zur Lösung der Probleme beim Rekrutenersatz entwickelte. Weshalb die Pläne zurückgestellt wurden, ist nicht bekannt. Ihre spätere Umsetzung hat Derfflinger nicht mehr erlebt.

### Familie
Derfflinger hatte am 27. Juni 1695 in Zerbst Ursula Johanna von Osterhausen (1669–1740) geheiratet. Sie war die Tochter des sächsischen Obersteuereinnehmers in Altenburg Hans Georg von Osterhausen. Da die Ehe kinderlos blieb, erlosch das Geschlecht der Derfflinger.

## Einzelnachweis und Anmerkung
1. ↑  In der Systematik D III
2. ↑  Die beiden anderen waren die Obristen Kurt Hildebrand von Loeben und Joachim Ernst Sigismund von Krummensee (1656–1724), siehe Carl Hinrichs: Der Regierungsantritt Friedrich wilhelms I. In: Friedrich-Meinecke-Institut, FU-Berlin (Hrsg.): Jahrbuch für die Geschichte Mittel- und Ostdeutschlands. Band 5, Niemeyer, Tübingen 1956, S. 183–225, hier S. 192, Fußn. 45
3. ↑  Zu Derflingers Bedeutung und zum Kantonsystem siehe Carl Hinrichs: Der Regierungsantritt Friedrich wilhelms I. In: Friedrich-Meinecke-Institut, FU-Berlin (Hrsg.): Jahrbuch für die Geschichte Mittel- und Ostdeutschlands. Band 5, Niemeyer, Tübingen 1956, S. 183–225, hier S. 221f.

| Personendaten    | Personendaten               |
| ---------------- | --------------------------- |
| NAME             | Derfflinger, Friedrich von  |
| KURZBESCHREIBUNG | preußischer Generalleutnant |
| GEBURTSDATUM     | 1. April 1663               |
| GEBURTSORT       | Gusow                       |
| STERBEDATUM      | 29. Januar 1724             |
| STERBEORT        | Gusow                       |